# Tudor Bratu
Tudor Bratu (27 de septiembre de 2002) es un deportista moldavo que compite en halterofilia. Ganó dos medallas de bronce en el Campeonato Europeo de Halterofilia, en los años 2023 y 2025, en la categoría de 102 kg.

## Palmarés internacional
| Campeonato Europeo | Campeonato Europeo  | Campeonato Europeo | Campeonato Europeo |
| Año                | Lugar               | Medalla            | Categoría          |
| ------------------ | ------------------- | ------------------ | ------------------ |
| 2023               | Ereván (Armenia)    | Medalla de bronce  | 102 kg             |
| 2025               | Chisináu (Moldavia) | Medalla de bronce  | 102 kg             |